# Доронин, Александр Фёдорович
Алекса́ндр Фёдорович Доро́нин (4 августа 1926, Глотово, Усть-Вымский уезд, Автономная область Коми (Зырян), РСФСР, СССР — 3 июня 1995, Сосногорск, Республика Коми) — старший машинист паровозного депо Сосногорск Печорской железной дороги (Коми АССР), Герой Социалистического Труда (1959).

## Биография
Родился 4 августа 1926 года в селе Глотово Усть-Вымском уезде Автономной области Коми (Зырян), ныне — Удорский район Республики Коми. По национальности коми.
Работать на железной дороге начал в 1942 году в паровозном депо станции Ижма (ныне узловая железнодорожная станция Сосногорск Северной железной дороги). Окончив в 1944 году железнодорожное училище, начал работать помощником машиниста паровоза. В 1948 году окончил курсы машинистов и был принят на должность машиниста паровоза, одним из первых стал водить тепловозы. В 1950 году награждён нагрудным знаком Министерства путей сообщения СССР «Отличный паровозник», в 1951 и 1952 годах дважды награждался знаком «Ударнику сталинского призыва».
Указом Президиума Верховного Совета СССР от 1 августа 1959 года «за выдающиеся успехи, достигнутые в деле развития железнодорожного транспорта», удостоен звания Героя Социалистического Труда с вручением ордена Ленина и золотой медали «Серп и Молот».
Проживал в городе Сосногорске Республики Коми, умер 3 июня 1995 года.

## Признание и награды
Награждён орденом Ленина (01.08.1959), медалями. 7 июня 2019 года маневровому локомотиву ЧМЭ3 эксплуатационного локомотивного депо Сосногорск было присвоено имя А. Ф. Доронина. В 1965 году его имя занесено в Книгу трудовой славы Коми АССР, в 1967 году — в Книгу Почёта Удорского района.